# موسالام
موسالام (به ارمنی: Մուսալլամ) یک منطقهٔ مسکونی در ارمنستان است که در لرنادزور واقع شده‌است.  در  کیلومتری جنوب کاپان، مرکز استان سیونیک واقع شده است.

## خصوصیات
موسالام ۱۰۶ نفر جمعیت دارد و در ارتفاع  متر بالاتر از سطح دریا قرار گرفته است.